# Orocrambus haplotomus
Orocrambus haplotomus là một loài bướm đêm trong họ Crambidae.